# بخش گویا
بخش گویا (به اسپانیایی: Departamento Goya) یک منطقهٔ مسکونی در آرژانتین است که در استان کورینتس واقع شده‌است. بخش گویا ۴٬۶۷۸ کیلومتر مربع مساحت و ۸۷٬۳۴۹ نفر جمعیت دارد.